# Dipsastraea truncata
Espèce
Dipsastraea truncata est une espèce de coraux appartenant à la famille des Merulinidae.